# La Bruffière
La Bruffière ist eine französische Gemeinde mit 4.015 Einwohnern (Stand: 1. Januar 2022) im Département Vendée in der Region Pays de la Loire; sie gehört zum Arrondissement La Roche-sur-Yon und zum Kanton Mortagne-sur-Sèvre. Die Einwohner werden Bruffiériens und Bruffièriennes genannt.
Die Gemeinde erhielt 2023 die Auszeichnung „Eine Blume“, die vom Conseil national des villes et villages fleuris (CNVVF) im Rahmen des jährlichen Wettbewerbs der blumengeschmückten Städte und Dörfer verliehen wird.

## Geographie
La Bruffière liegt sich im nordöstlichen Teil des Départements an der Grenze zu den benachbarten Départements Loire-Atlantique und Maine-et-Loire, etwa 42 Kilometer nordöstlich von La Roche-sur-Yon, etwa 25 Kilometer westlich von Cholet und etwa 35 Kilometer südöstlich von Nantes in der Région naturelle Bocage vendéen. Drei Kilometer vom Zentrum der Gemeinde entfernt liegt der Lieu-dit Trois-Provinces (deutsch Drei Provinzen) an dem die alten Provinzen Bretagne, Anjou und Poitou zusammentreffen.
Der Sèvre Nantaise begrenzt die Gemeinde im Norden, die im Einzugsgebiet der Loire liegt.
Umgeben wird La Bruffière von den Nachbargemeinden Boussay (Loire-Atlantique) im Norden, Sèvremoine (Maine-et-Loire) im Osten und Nordosten, Tiffauges im Osten, Les Landes-Genusson im Südosten, Treize-Septiers im Süden und Westen sowie Cugand-la-Bernardière im Westen und Nordwesten.

## Bevölkerungsentwicklung
| Jahr                       | 1962 | 1968 | 1975 | 1982 | 1990 | 1999 | 2006 | 2013 | 2020 |
| Einwohner                  | 2624 | 2759 | 2974 | 2986 | 2980 | 3101 | 3342 | 3821 | 4074 |
| Quellen: Cassini und INSEE |      |      |      |      |      |      |      |      |      |

## Sehenswürdigkeiten
- Pfarrkirche Sainte-Radegonde, 1886 erbaut, seit 2007 als Monument historique eingeschrieben
- Schloss L’Echasserie aus dem 15. und 17. Jahrhundert, seit 1971 in Teilen als Monument historique eingeschrieben

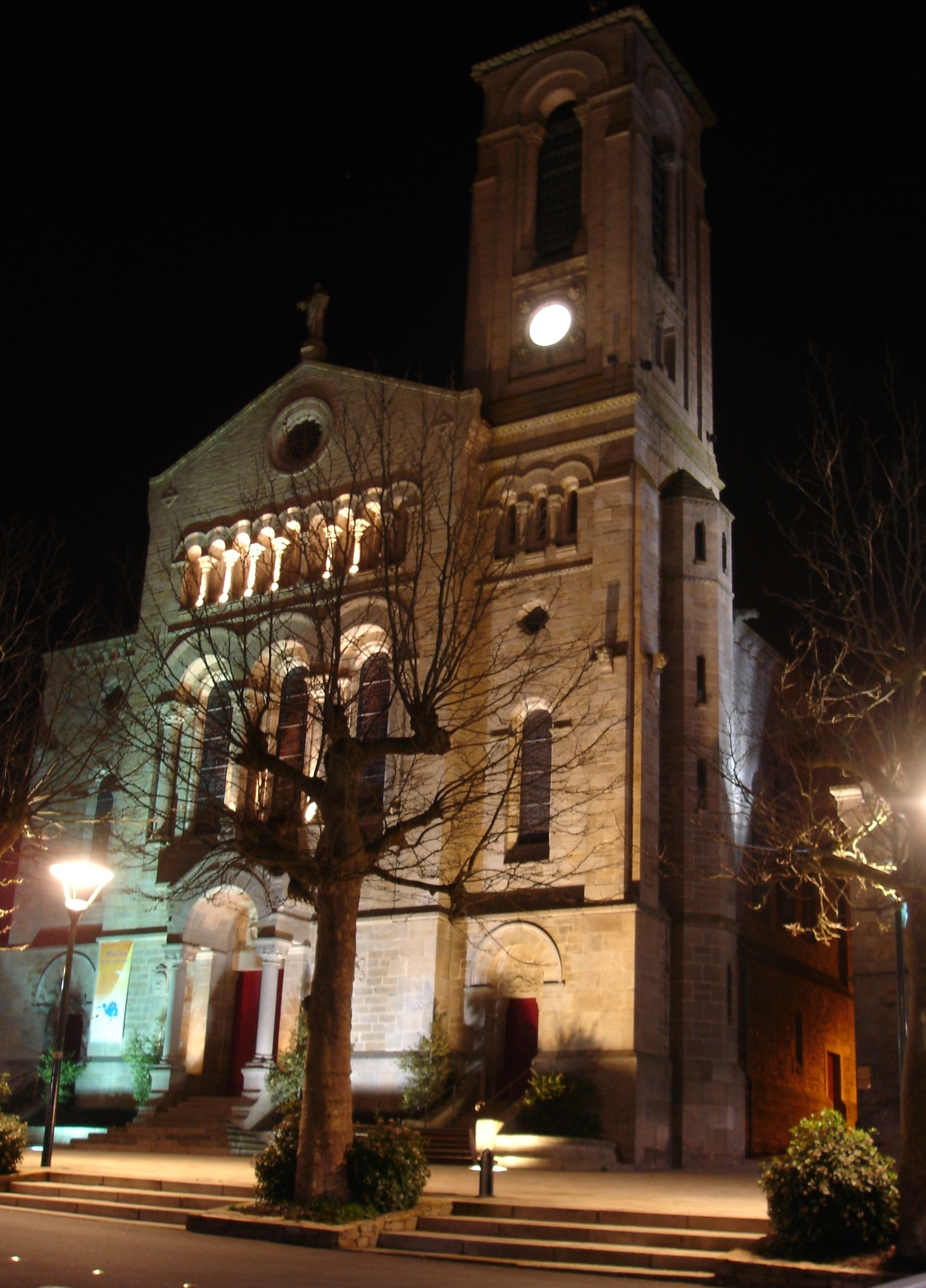
Pfarrkirche Sainte-Radegonde
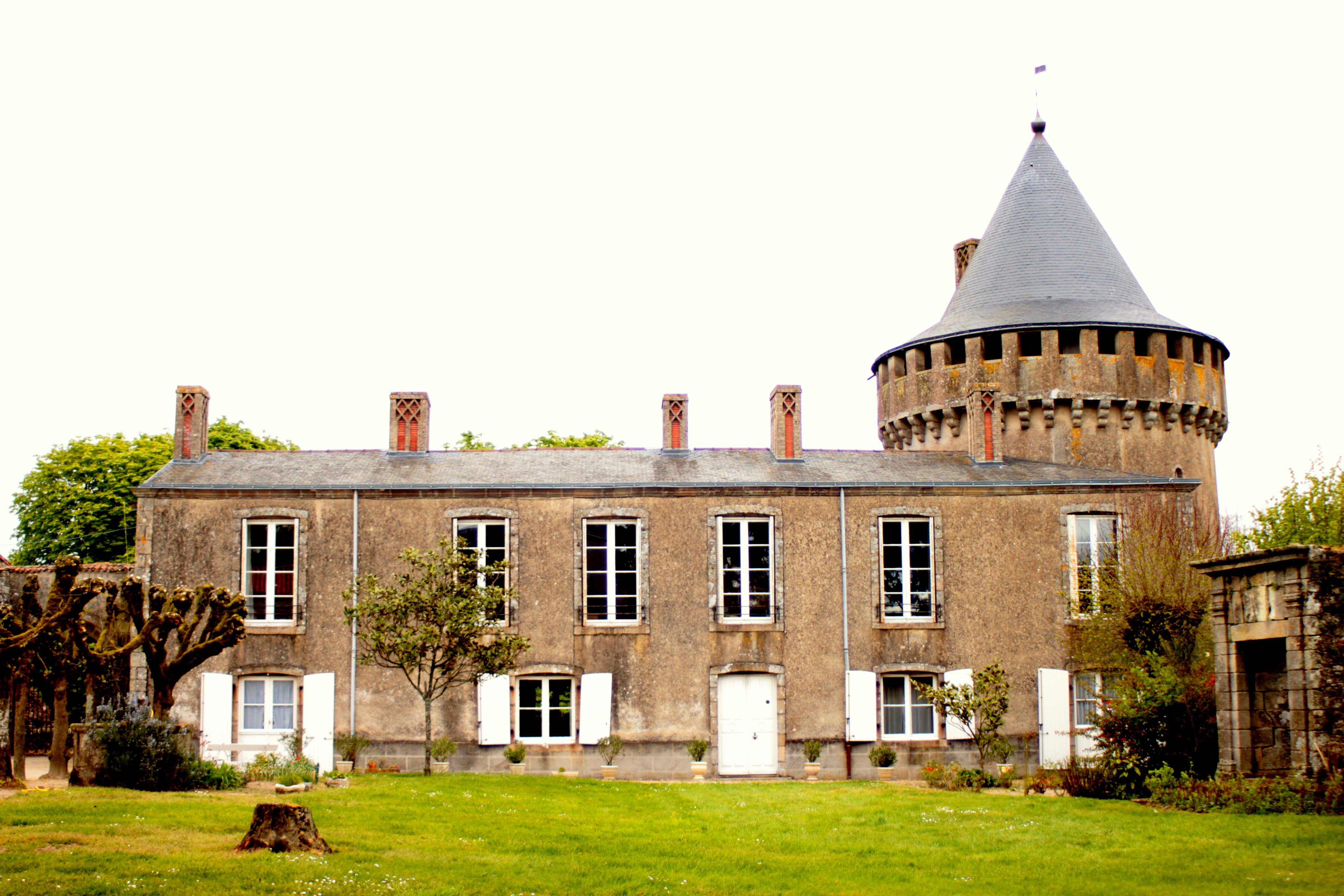
Schloss L’Echasserie